# Fargesia glabrifolia
Fargesia glabrifolia är en gräsart som beskrevs av Tong Pei Yi. Fargesia glabrifolia ingår i släktet bergbambusläktet, och familjen gräs. Inga underarter finns listade i Catalogue of Life.